# Рокитов
Рокитов (словац. Rokytov) — село в Словаччині, Бардіївському окрузі Пряшівського краю. Розташоване в північно-східній частині Словаччини, в західній частині Низьких Бескидів в долині річки Топлі.
Вперше згадується у 1414 році.
В селі є римкокатолицький костел з 1805-1808 рр. та протестантський костел.

## Населення
| Рік:            | 1993 | 2003     | 2013    | 2023    |
| --------------- | ---- | -------- | ------- | ------- |
| Кількість осіб: | 484  | 538      | 556     | 568     |
| Різниця:        |      | +11,15 % | +3,34 % | +2,15 % |

| Рік:            | 2022 | 2023 |
| --------------- | ---- | ---- |
| Кількість осіб: | 568  | 568  |
| Різниця:        |      | +0 % |

В селі проживає 556 осіб.
Національний склад населення (за даними останнього перепису населення — 2001 року):
- словаки — 99,24 %
- цигани — 0,19 %
- чехи — 0,19 %
- поляки — 0,19 %

Склад населення за приналежністю до релігії станом на 2001 рік:
- римо-католики — 61,17 %,
- протестанти — 35,80 %,
- греко-католики — 2,46 %,
- православні — 0,19 %,
- не вважають себе віруючими або не належать до жодної вищезгаданої церкви — 0,38 %